# Estádio Central (Almati)
O Estádio Central é um estádio multiuso localizado em Almati, Cazaquistão, sendo mais utilizado para partidas de futebol, sendo a casa do 
FC Kairat Almaty e da Seleção Cazaque de Futebol.
Foi construído em 1958 e possui a capacidade de 23 804 espectadores sentados.